# Lishui

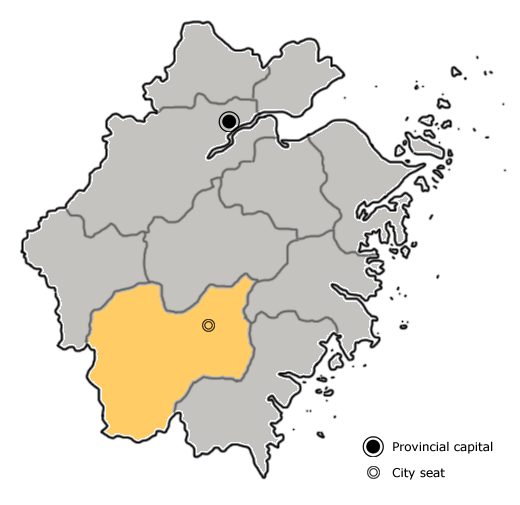
Lage der bezirksfreien Stadt Lishui in der Provinz Zhejiang

Lishui (chinesisch 麗水市 / 丽水市, Pinyin Líshuǐ Shì) ist eine bezirksfreie Stadt im Südwesten der chinesischen Provinz Zhejiang. Im Norden grenzt sie an die bezirksfreien Städte Quzhou, Jinhua und Taizhou, im Südosten an Wenzhou, im Südwesten an die Provinz Fujian. Lishui hat eine Fläche von 17.271 km² und 2.507.396 Einwohner (Stand: Zensus 2020).

## Administrative Gliederung
Die bezirksfreie Stadt Lishui setzt sich auf Kreisebene aus einem Stadtbezirk, einer kreisfreien Stadt, sechs Kreisen und einem autonomen Kreis zusammen. Diese sind (Stand: Zensus 2020):
- Stadtbezirk Liandu (莲都区), 1.494 km², 562.116 Einwohner, Sitz der Stadtregierung;
- Stadt Longquan (龙泉市), 3.040 km², 248.866 Einwohner;
- Kreis Jinyun (缙云县), 1.493 km², 405.318 Einwohner;
- Kreis Qingtian (青田县), 2.477 km², 509.053 Einwohner;
- Kreis Qingyuan (庆元县), 1.895 km², 142.551 Einwohner;
- Kreis Songyang (松阳县), 1.401 km², 204.880 Einwohner;
- Kreis Suichang (遂昌县), 2.543 km², 194.385 Einwohner;
- Kreis Yunhe (云和县), 990 km², 129.216 Einwohner;
- Autonomer Kreis Jingning der She (景宁畲族自治县), 1.938 km², 111.011 Einwohner.

## Söhne und Töchter der Stadt
- Liu Yaxin (* 1999), Schwimmerin